# میگوی آخوندکی
میگوی آخوندکی یا دهان‌پا از سخت‌پوستان دریایی از راسته دهان‌پایان (به انگلیسی: Stomatopoda) است.
این جانوران نه میگو هستند و نه آخوندک ولی به خاطر همانندی ظاهری با این دو جانور این نام به آن‌ها داده شده است.
شتاب چنگال‌های میگوی آخوندکی به اندازه یک گلوله کالیبر ۲۲ است و توانایی شکستن شیشه آکواریوم را دارد.

## ابعاد
درازای میگوهای آخوندکی به ۳۰ سانتیمتر می‌رسد البته موارد استثنایی ۳۸ سانتیمتری هم گزارش شده‌است. بزرگترین میگوی آخوندکی که تاکنون گرفته شده‌است ۴۶ سانتی‌متر بود و در رودخانه ایندین در نزدیکی شهر فورت پیرس، در ایالات متحده به دام افتاد.

## بینایی

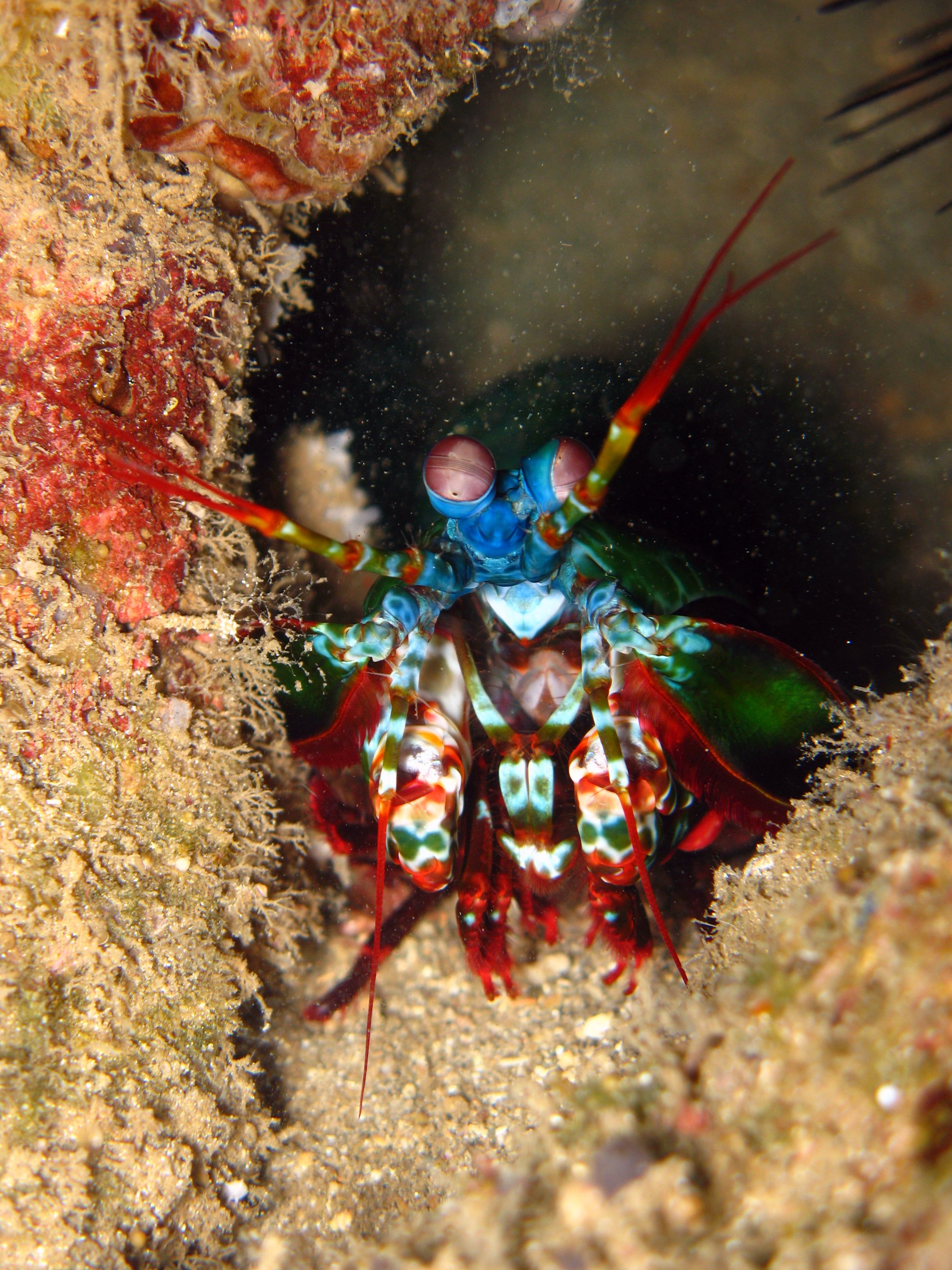
تصویری از میگوی آخوندک، گرفته شده در اندونزی، جولای ۲۰۰۷

چشمان میگوهای آخوندکی پیچیده‌ترین چشم‌ها در قلمرو جانوری است و پیچیده‌ترین سیستم بینایی است که تاکنون کشف شده‌است. ما انسان‌ها سه نوع سلول متفاوت برای دیدن اطرافمان داریم، در حالی که تعداد این سلول‌ها در میگوهای آخوندکی ۱۲ الی ۱۶ نوع است؛ و به همین دلیل می‌توانند نورها و رنگ‌هایی را ببینند که چشم انسان توانایی دیدن آن‌ها را ندارد. نور فرابنفش و فرو سرخ از این جمله است. علاوه بر این، برخی از آن‌ها می‌توانند حساسیت چشم خود را جهت سازگاری با محیط خود تنظیم کنند.
چشمان آن‌ها آن‌چنان مجهز است که هم می‌تواند نور قطبیده را ببیند و هم قادر به دریافت رنگ‌های فراطیفی است.
میگوی آخوندکی قادر است انواع مرجان‌های دریایی، طعمه‌ها یا طعمه‌خواران را از هم تشخیص دهد در صورتی که همه این‌ها ممکن است به چشم انسان به صورت هم‌رنگ دیده شوند.

## شکار
میگوی آخوندکی دارای دو بازوی خم شده شبیه بازوهای آخوندک است، این بازوها می‌توانند با شتابی سریع به سمت هدف ضربه شدیدی بزنند که موجب شکستن پوسته صدف یا بیهوش شدن شکار بدون پوسته سخت شود. همچنین در گرفتن شکار مانند بازوهای آخوندک کاربرد دارند.
این آبزی برای شکار اغلب در ورودی سوراخ هایی که خود در بستر دریا حفر کرده مستقر می شود و منتظر می ماند تا شکاری نزدیک شود. وقتی که شکار مناسب در دسترس قرار گرفت ، آن را با بازوهایش گرفته و شکار می کند.

## رنگ
رنگ این جانداران از انواع قهوه‌ای تا رنگ نئون روشن در انواع و اقسام زیادی دارد.